# Імперія Волоф
Імперія Волоф (1350—1549) — середньовічна держава на Заході Африки, що утворилася внаслідок занепаду імперії Малі.

## Історія
Більшість дослідників сходяться на думці, що основою утворення держави стали поселення в області Ваало. Тут місцеві правителі народу серер, що мали титул ламан, поступово почали об'єднуватися. За легендою засновник імперії Ндіадіане Ндіає був нащадком Альморавідів за чоловічою лінією та правителів Текруру — за жіночою. Втім, імовірно, ця легенда сформувалася після утворення Волофської імперії як підтвердження старовинних прав панівної династії на ці землі.
Названа на честь центральної провінції, де перебував правитель держави. Напевне, процес формування Волоф пов'язаний із занепадом імперії Малі, що почався з другої третини XIV ст. Втім створена держава Волоф залишалася васалом Малі до другої половини століття. Лише близько 1360 року вдалося здобути самостійність.
З кінця XIV до середини XV ст. імперія перебувала на піднесенні. У 1440-х роках встановлено торгівельні відносини з королівством Португалія, що сприяло наповненню скарбниці.
З кінця 1480-х років починається боротьба за владу, що істотно послабило державу. До початку XVI ст. відновлено її єдність і потугу.
У 1513 році на півночі повстав Колі Тенгелла, що зумів створити власну державу. Відтоді починається розпад імперії Волоф. 
З 1533 року занепад держави пришвидшився. У 1549 році область Кайор повстала. У битві біля Данкі війська Волоф зазнали поразки, що призвело до остаточно занепаду й розпаду імперії. У владі правлячої династії залишилася невеличка територія, де утворилася держава Волоф.

## Територія і населення
Володіння розташовувалися між річками Сенегал і Гамбія. Основними народами були волоф, серер, сонінке, фульбе, бербери.

## Політичний устрій і суспільство
На чолі стояв володар, якому належала вища політична, військова і судова влада, проте не втручався у справи на місцях. Мав абсолютну владу в питаннях оборони, торгівлі та оподаткування. На місцях влада була в родах давніх правителів держав, з яких сформувалася імперія. 
Буурба повинен був належати до однієї з чотирьох патрилінійних родових груп володарів (сер) і обов'язково до однієї з десяти матрилінійних груп (хет). Виборщики (кенгаме) від кожної області обирали пожиттєво буур-ба волофа (імператора) з панівної династії. У свою чергу правителів місцевих частин обирало по 5 представників місцевої знаті.
Адміністрація складалася з великого діарафа (на кшталт прем'єр-міністра), намісників провінцій (тубе). Також буурба міг визначити свого офіційного спадкоємці (бумі), але його згодом все ж затверджували виборщики.
Правитель спирався на членів свого роду. Нижче них розташовувалася гармі (знать). Потім йшлаи ґіри (шляхта), протсолюдини (н'ямбур). насамперед селяни (бадоло). Окремими категоріями були професійні «касти», що включали ремісників (н'єно) ковалів і ювелірів (тег), джаар-буурів (торгівців), різьбярі (лаобе), чинбарі (вуде), кравців (раба), музиків та гріотів (гевель). Окрему касту становили марабути (серіні) та вояки (т'єдо). На найнижчому рівні розташовувалися раби (д'ям).

### Буур-ба волоф
- Ндіадіане Ндіає (1350—1370)
- Саре Ндіає (1370—1390)
- Н'Діклам Саре (1390—1420)
- Тюкулі Н'Діклам (1420—1440)
- Лейті Тюкулі (1440—1450)
- Н'Дайлен Мбей Лейті (1450—1465)
- Бірайма Н'Дієме Етер (1465—1481)
- Тасе Даагулен (1481—1488)
- Бірайма Куранкан (1488—1492)
- Букар Бійє-Сунгуле (1492—1527)
- Бірайма Д'єме-Кумба (1527—1543)
- Лееле Фуліфак (1543—1549)

## Адміністративний устрій
Столиця спочатку розташовувалося в місті Тієнг, згодом її перенесено до Янгянг (у сучасному департаменті Лінгере, Сенегал). Складалося з 5 частин (ламанатів), що відповідали раніше існуючим державним утворенням, з яким сформувалася імперія: Баол, Салум, Ваало, Кайор і Сіне.
Ламанати в свою чергу поділялис яна групис ільських громад, а ті в свою чергу на окрімі поселення.

## Військо
У часи розквіту армія складалася зі 100 тис. піхотинців і 10 тис. вершників. У кожній області розташовувалися потужні фортеці (тата), де розташовувалася імператорська залога.

## Економіка
Основу становили землеробство і торгівля, насамперед транссахарська. Активною була работоргівля (щорічно португальці вивозили 2 тис. осіб). Певний відсоток у господарстві мали скотарство та рибальство.

## Культура
Основу становили анімалістичні культи. Духовну владу серед поган здійснювали кеддоси (на кшталт шаманів). Іслам сповідувала невеличка група суспільства, переважно правитель й знать. Згодом тут сформувалася гілка суфійського братства Кадирійя.